# Liste der Kellergassen in Hadres
Die Liste der Kellergassen in Hadres führt die Kellergassen in der niederösterreichischen Gemeinde Hadres an.
| Foto |                 | Kellergasse        | Standort                      | Beschreibung |
| ---- | --------------- | ------------------ | ----------------------------- | --- |
| ja   | Datei hochladen | Kellergasse        | KG: Hadres Standort           | Die Kellergasse ist mit einer Länge von 1,6 km die längste baulich geschlossene Kellergasse Europas. Sie verläuft in einem Graben nördlich der Pulkau auf den Schatzberg und umfasst 358 Gebäude. In dem Graben verlaufen meist zwei Güterwege eng nebeneinander, so dass an den breiteren Stellen des Grabens drei oder sogar vier Keller nebeneinander liegen. |
| BW   | Datei hochladen | Kellergasse Obritz | KG: Obritz Standort           | Südlich und weit außerhalb des Ortsgebietes schmiegt sich die Kellergasse langgestreckt an den Abhang des dicht bewaldeten Buchberges, im westlichen Teil einseitig, im östlichen Teil beidseitig. Am Westende gibt es noch zwei mit Kellern bestandene Querwege: im Waidthal (Lage) und an einem ringförmigen Weg östlich daran anschließend (Lage). Diese beiden Seitengassen sind etwa 150 Meter lang und haben nur wenige Gebäude. Schmidbaur zählt hier insgesamt 213 Objekte. Die Kellergasse ist im Ortsverzeichnis 2001 als eigene Ortslage (Rotte) mit dem Namen Preßhäuser ausgewiesen. |
| ja   | Datei hochladen | Kellertrift        | KG: Untermarkersdorf Standort | Die beidseitige Kellergasse führt in Hanglage nach Norden vom Dorf weg; an den breiteren Stellen stehen bis zu vier Keller nebeneinander. In der mehr als 1100 Meter langen Kellertrift gibt es 211 Keller, in denen sich noch immer 52 Baumpressen finden, die teilweise noch in Verwendung stehen. Zwei der Presshäuser sind denkmalgeschützt. |
| BW   | Datei hochladen | Grillentrift       | KG: Untermarkersdorf Standort | In der etwa 250 Meter langen Kellergasse, die nördlich außerhalb des Orts in Hanglage parallel zur Pulkau verläuft, gibt es 30 Keller. Die älteste Datierung stammt von 1842. |

| Foto:                    | Fotografie der Kellergasse (Gesamtheit). Klicken des Fotos erzeugt eine vergrößerte Ansicht. Daneben finden sich zwei Symbole: \| Weitere Bilder vorhanden \| Das Symbol bedeutet, dass weitere Fotos des Objekts verfügbar sind. Durch Klicken des Symbols werden sie angezeigt. \| \| Eigenes Foto hochladen \| Durch Klicken des Symbols können weitere Fotos des Objekts in das Medienarchiv Wikimedia Commons hochgeladen werden. \| |
| Name:                    | Bezeichnung der Kellergasse |
| Standort:                | Es ist die Katastralgemeinde (KG) angegeben. Durch Aufruf des Links Standort wird die Lage der Kellergasse in verschiedenen Kartenprojekten angezeigt. |
| Beschreibung             | Kurze Beschreibung der Kellergasse |
| Weitere Bilder vorhanden | Das Symbol bedeutet, dass weitere Fotos des Objekts verfügbar sind. Durch Klicken des Symbols werden sie angezeigt. |
| Eigenes Foto hochladen   | Durch Klicken des Symbols können weitere Fotos des Objekts in das Medienarchiv Wikimedia Commons hochgeladen werden. |